# 方世玉續集
《方世玉續集》是一部1993年上映的香港动作片，为同年作品《方世玉》的續集。导演为元奎，元德和元奎任动作指导，李連杰、蕭芳芳、鄭少秋、李嘉欣及郭蔼明领衔主演。

## 剧情简介
方世玉（李連杰 飾）、雷婷婷（李嘉欣 飾）、陳家洛（鄭少秋 飾）一行抵達紅花會總舵。紅花會事業蒸蒸日上之餘，幫內爭權奪勢的鬥爭亦未停息，堂主-于鎮海（計春華 飾）因不滿父親傳位陳家洛，幾次找人行刺未果，方世玉出面當眾斥責，兩人結下仇怨。陳家洛命世玉等人搶奪扶桑武士護送的一錦盒，雖有苗翠花（蕭芳芳 飾）出手相助，但任務失敗，期間世玉相遇對其芳心暗屬的兩廣總督之女安兒（郭藹明 飾）。為再次搶奪錦盒，陳家洛安排方世玉接近安兒，卻被兩廣總督算計，危急時刻安兒以自己性命救得世玉等人性命。世玉辱命，被陳家洛假意廢去武功，苗翠花師兄李國邦（元奎 飾）為救眾人被殺，錦盒之內的秘密被于鎮海鎮海發現，陳家洛被囚，于鎮海坐上總舵主之位，並抓了苗翠花當人質。方世玉傷癒歸來，準備不惜代價救回母親並剷除紅花會叛徒于鎮海，最後方世玉決定帶領家人離開紅花會並退出江湖。

## 演员表

### 主演演員
| 演員   | 角色            | 粵語配音 | 備註 |
| 李連杰 | 方世玉          | 陳 欣    | 上集被陳家洛收為乾兒子到紅花會辦事，苗翠花之子，雷婷婷之夫，孫安兒鍾情對象，後為其夫，李國邦徒侄，于鎮海天敌                             |
| 蕭芳芳 | 苗翠花          | 原声     | 方世玉之母，雷婷婷、孫安兒婆婆，李國邦師妹，于鎮海天敌，被其活捉作人质来威胁方世玉                                                       |
| 鄭少秋 | 陳家洛          | 朱子聰   | 紅花會總陀主，方世玉乾爹，乾隆的親弟弟，曾經有錦盒裝有自己身世的文件，本來想奪回來銷毀文件，但最後被于鎮海搶回來並以此逼其交出總陀主之位 |
| 李嘉欣 | 雷婷婷          | 黃玉娟   | 方世玉元配，苗翠花兒媳，本為孫安兒情敵，後因為孫安兒以自己性命幸福換取自己安全，於是讓其做自己妹妹一起嫁方世玉                           |
| 郭藹明 | 孫安兒 （花子） | 馮蔚衡   | 兩廣總督之女，鍾情方世玉，本為雷婷婷情敵，後以自己性命解救方世玉三人，雷婷婷接受其為方世玉第二個妻子，苗翠花兒媳                         |

### 合演演員
| 演員   | 角色   | 粵語配音 | 備註 |
| 元 奎  | 李國邦 | 原声     | 紅花會成員 苗翠花師兄 方世玉师叔 為人膽小，口頭禪為「安全第一」 方世玉被陈家洛假意废其武功后，为免锦盒之秘密落入于镇海手中，救走方世玉后，被镇海杀害                                                                         |
| 計春華 | 鎮海   | 高翰文   | 终极反派 紅花會二堂主兼前总舵主于万亭之子 不满其父把总舵主之位传给陈家洛而对其怀限在心 针对陈家洛，屡次刺杀其未遂 方家母子天敌 得悉锦盒内之秘密后把陈家洛押入大牢，杀害李國邦，活捉苗翠花作人质来要胁方世玉 最后被方世玉杀死 |
| 陳 龍  | 麻 菇  |          | 方家僕人 |

## 工作人員
- 製作總監：崔寶珠
- 策劃：黎大煒
- 統籌：朱嘉懿
- 製片經理：林炳坤
- 武術指導：元奎、元德
- 美術指導：梁華生
- 原作音樂：盧冠廷
- 香港攝製組
  - 佈景設計：鍾移風
  - 服裝設計：張世宏
  - 助理製片：陳梓存、蕭兆松
  - 劇務：鄒義訓
  - 副導演：姚敏琦、陳桂綸
  - 助理武術指導：陳碩、麥偉章
  - 助理美術指導：陳家榮
  - 助理服裝指導：戴美玲
  - 助攝：盧日華、陳遠佳
  - 機工：林根培、王震武、林麗盛
  - 燈光：陳凱恩
  - 燈光助理：朱偉強
  - 電工：高永齊、何振文、葉吉良
  - 化妝：盧瑞蓮
  - 道具：創業特別道具公司
  - 劇照：袁國漢
- 北京攝製組
  - 北京合拍部經理：才汝彬
  - 製作主任：呂蔭培、捷爾戈、陳克克
  - 製片組：劉長安、劉二東、吳長義
  - 劇務：辛秀桂、劉淑蘭、毅力
  - 副導演：烏蘭寶音、周瑛瓔、張金庭
  - 場記：馬紅燕、李小麗
  - 武術組領班：張林
  - 助攝：寶鳳翔、黃海明、海濤
  - 燈光：張同生、許支援、栗文智、賈文新
  - 美術指導：傅德林
  - 美術助理：丁秀茹
  - 助理服裝指導：黃寶榮
  - 化妝：徐秋文、劉建平、蘇紅、鄭萌萌、郭京霞、劉麗、仇平
  - 服裝：李繼青、李新彥、劉維賢、湯寶麗、魯寶中
  - 道具：王松敏、鄒順、薛鑫、武瑞豐
  - 置景：王春樸、宋英壽、宋萬祥
  - 煙火：哈斯爾
  - 場務：陳東輝
- 後期製作：鄺志良
- 剪接助手：鍾萬昌
- 粵語對白：盧雄
- 國語對白：陳明陽
- 效果：程小龍
- 錄音、混音：聲藝錄音室、周錦榮、鄭偉聯
- 字幕：晶藝字幕有限公司
- 沖印：綜合彩色沖印有限公司
- 器材：先力電影器材有限公司

## 電影音樂
| 曲別   | 歌名           | 作詞   | 作曲   | 編曲   | 演唱者       | 備註             |
| ------ | -------------- | ------ | ------ | ------ | ------------ | ---------------- |
| 主題曲 | 〈最愛的人〉   | 唐書琛 |        | 盧冠廷 | 左戎、李葆商 |                  |
| 插曲   | 〈書劍恩仇錄〉 |        | 顧嘉煇 |        |              | 娛樂唱片公司提供 |